# Chapter V: Unbent, Unbowed, Unbroken
Chapter V: Unbent, Unbowed, Unbroken è un album del gruppo heavy metal svedese HammerFall, pubblicato nel 2005 dalla Nuclear Blast.

## Tracce
1. Secrets
2. Blood Bound
3. Fury of the Wild
4. Hammer of Justice
5. Never, Ever
6. Born to Rule
7. The Templar Flame
8. Imperial
9. Take the Black
10. Knights of the 21st Century (feat. Chronos Dei Venom)

## Formazione
- Joacim Cans - voce
- Oscar Dronjak - chitarra, cori
- Stefan Elmgren - chitarra
- Magnus Rosén - basso
- Anders Johansson - batteria